# قلعه ماموره

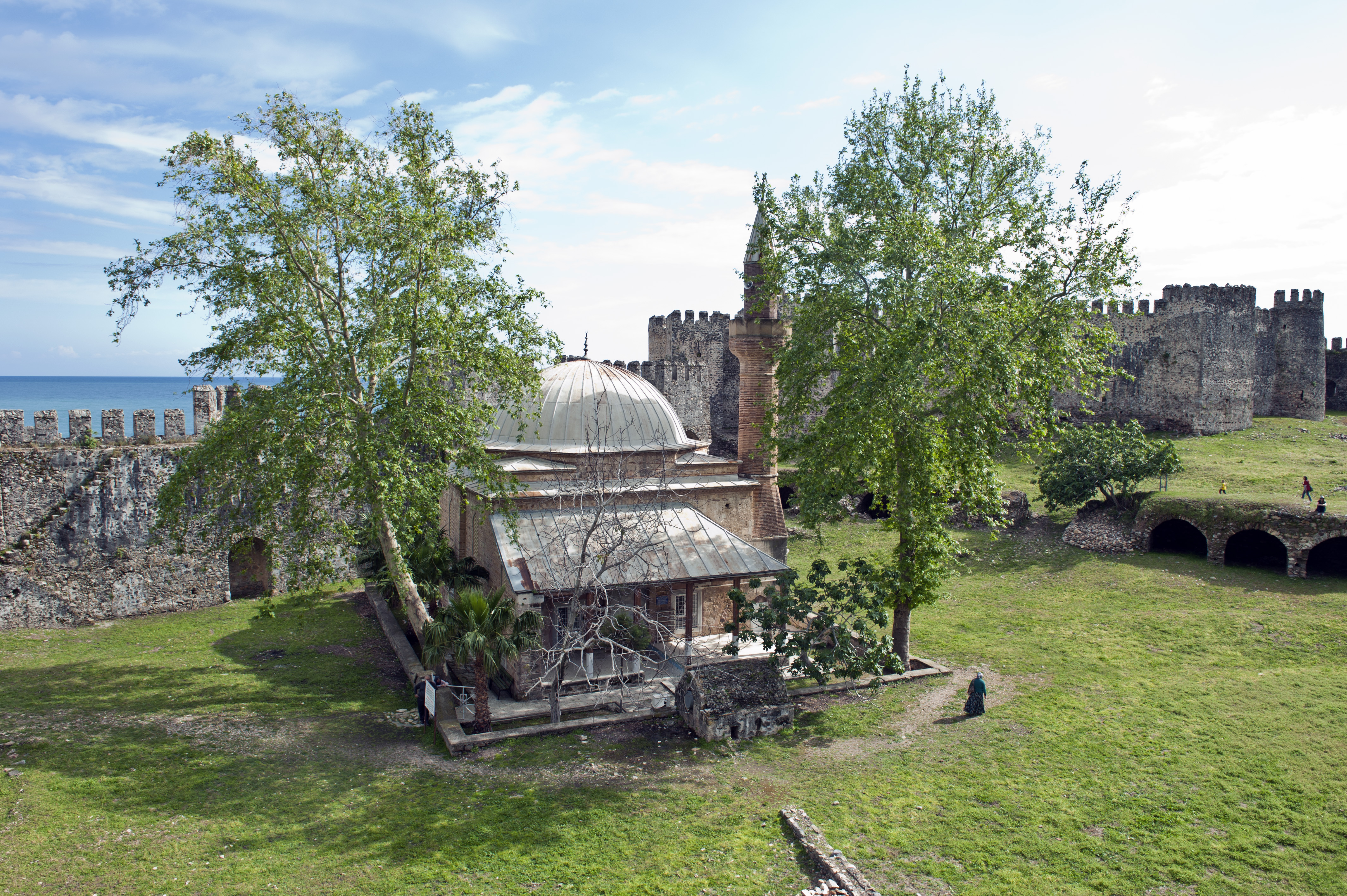
مسجدی در قلعه ماموره

قلعه ماموره (به ترکی: Mamure kalesi) قلعه قرون وسطایی در آنامور در استان مرسین کشور ترکیه است. این قلعه توسط حاکمان پادشاهی ارمنی کیلیکیا در پایه‌های قلعه رومی قرن چهارم ساخته شده‌است. این سازه برای محافظت در برابر دزدان دریایی طراحی شده و در دوران بیزانس و طی جنگ‌های صلیبی ترمیم شد. سلطان علاءالدین کیقباد از ترکان سلجوقی ویرانه‌های قلعه را در سال ۱۲۲۱ تصرف کرد و با استفاده از عناصر استحکامات اولیه قلعه بزرگتری ساخت. بعداً توسط سلسله قرامانیان (که از بیگ‌نشین‌های آناتولیایی بود) کنترل می‌شد. اگرچه تاریخ دقیق نامشخص است، اما بر اساس کتیبه‌ای از ابراهیم دوم کارامان در سال ۱۴۵۰، قلعه در زمان محمود شاه (۱۳۰۰–۱۳۱۱) تسخیر شد. این قلعه پس از تعمیرات توسط وی به ماموره (مرفه، پیروزی) تغییر نام یافت. در سال ۱۴۶۹، قلعه توسط امپراتوری عثمانی ضمیمه شد. متعاقباً در قرن ۱۵، ۱۶ و ۱۸ بازسازی شد و بخشی از قلعه به عنوان کاروانسرا مورد استفاده قرار گرفت.

## معماری
وسعت این قلعه ۲۳۵۰۰ متر مربع (۲۵۳۰۰۰ فوت مربع) توسط خندق احاطه شده‌است. ۳۹ برج و سنگر آن با باروهای وسیعی به هم متصل می‌شوند. این قلعه دارای سه حیاط اصلی است. به غرب، شرق و جنوب. حیاط غربی شامل مجموعه کوچکی از یک مسجد مناره و یک حمام خراب ترک است. حیاط جنوبی دارای بقایای یک فانوس دریایی است.

## نگارخانه

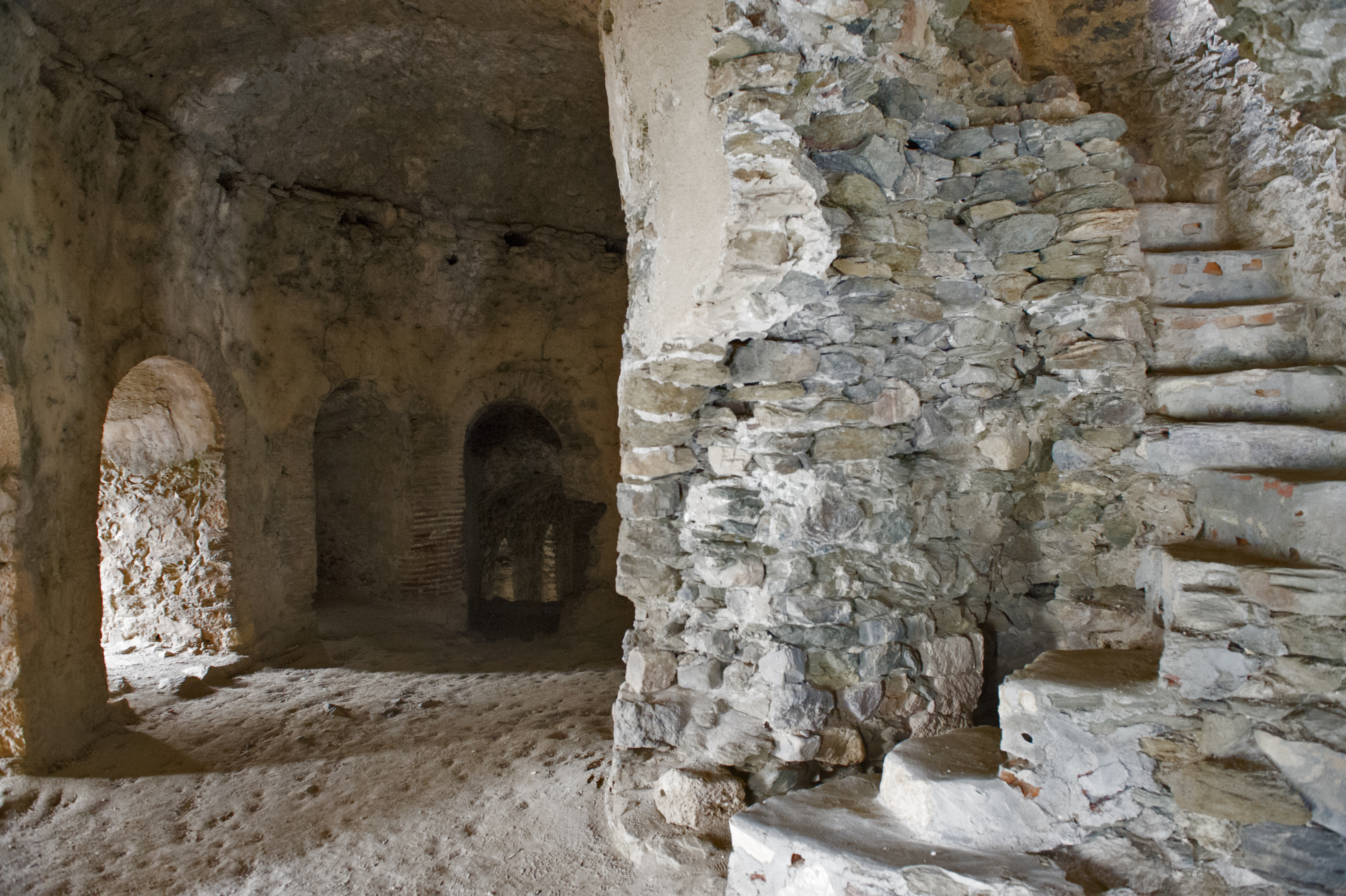
قلعه آنامور نمای برج اصلی
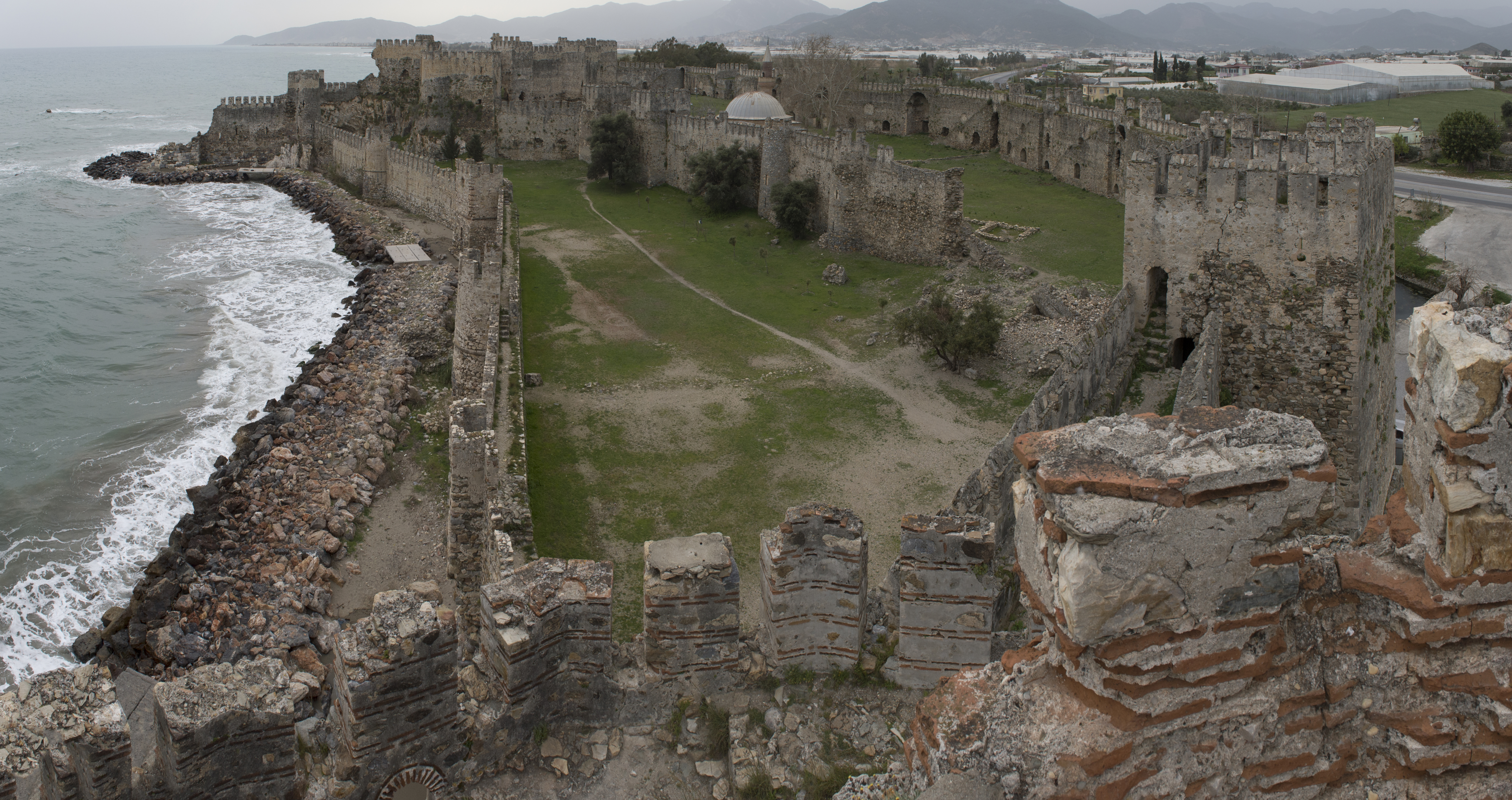
قلعه آنامور نمای برج اصلی
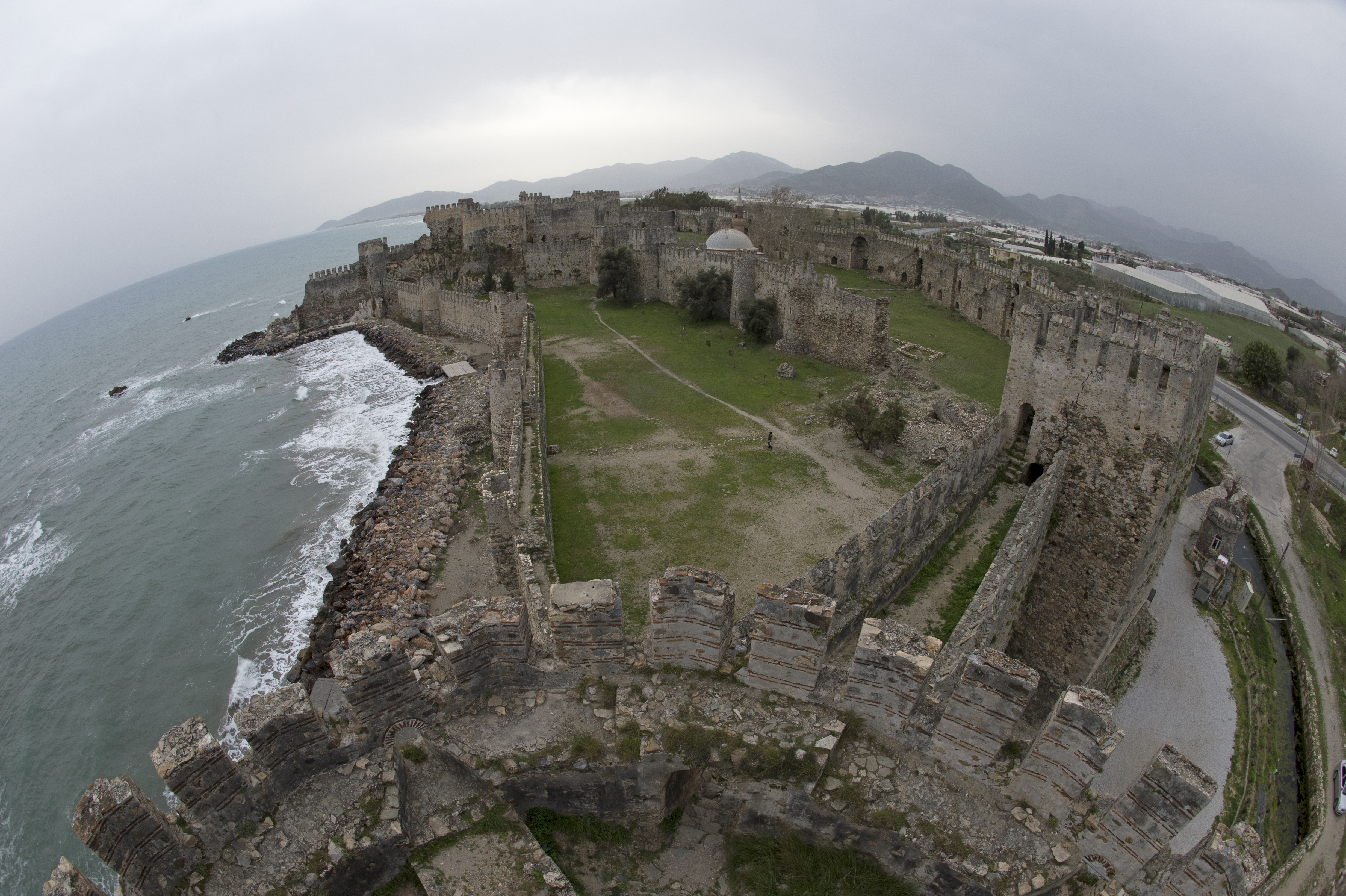
قلعه آنامور نمای برج اصلی
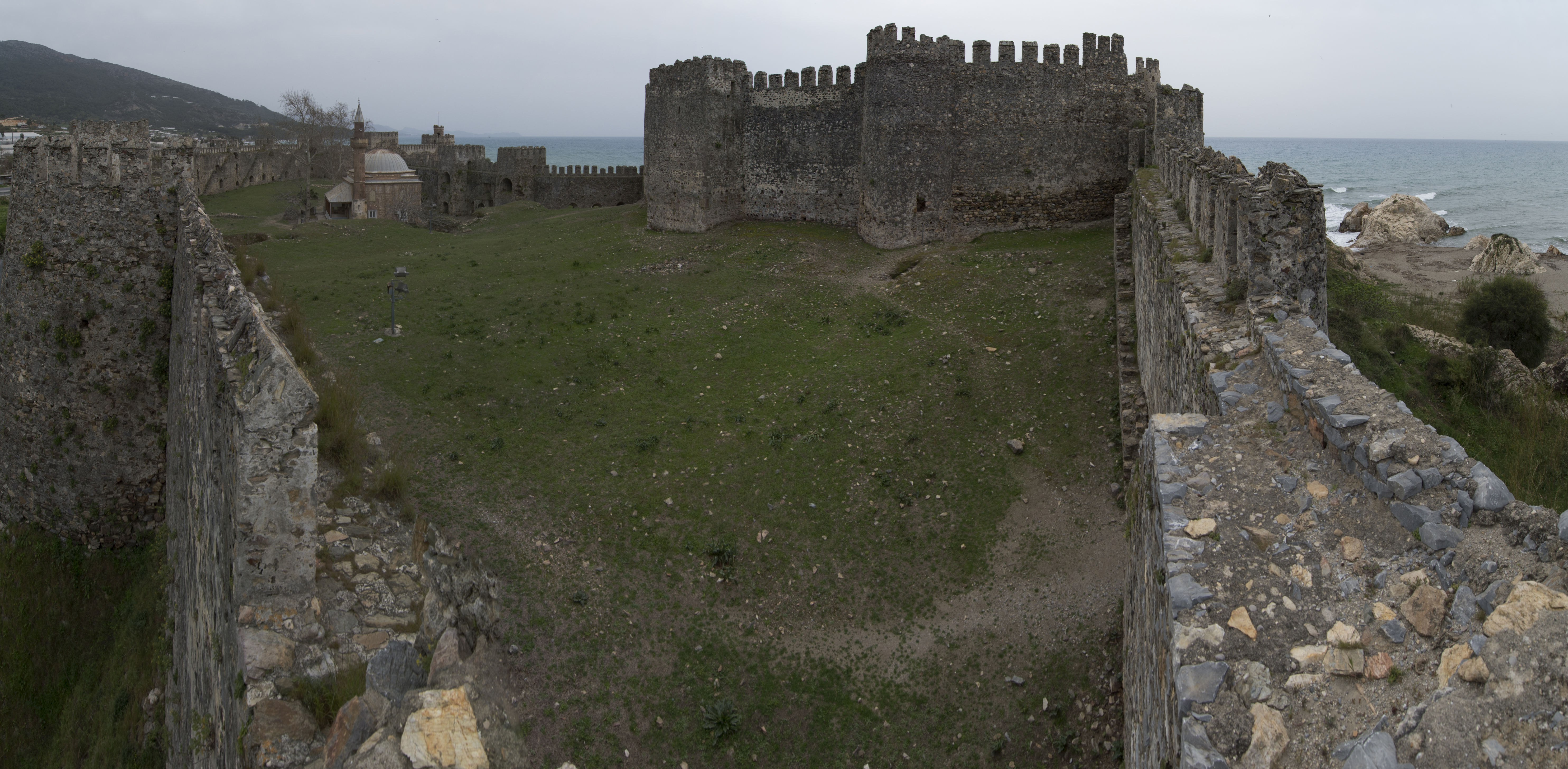
نمای قلعه از بیرون پانوراما
قلعه آنامور ضلع شمالی
قلعه آنامور از کنار دریا
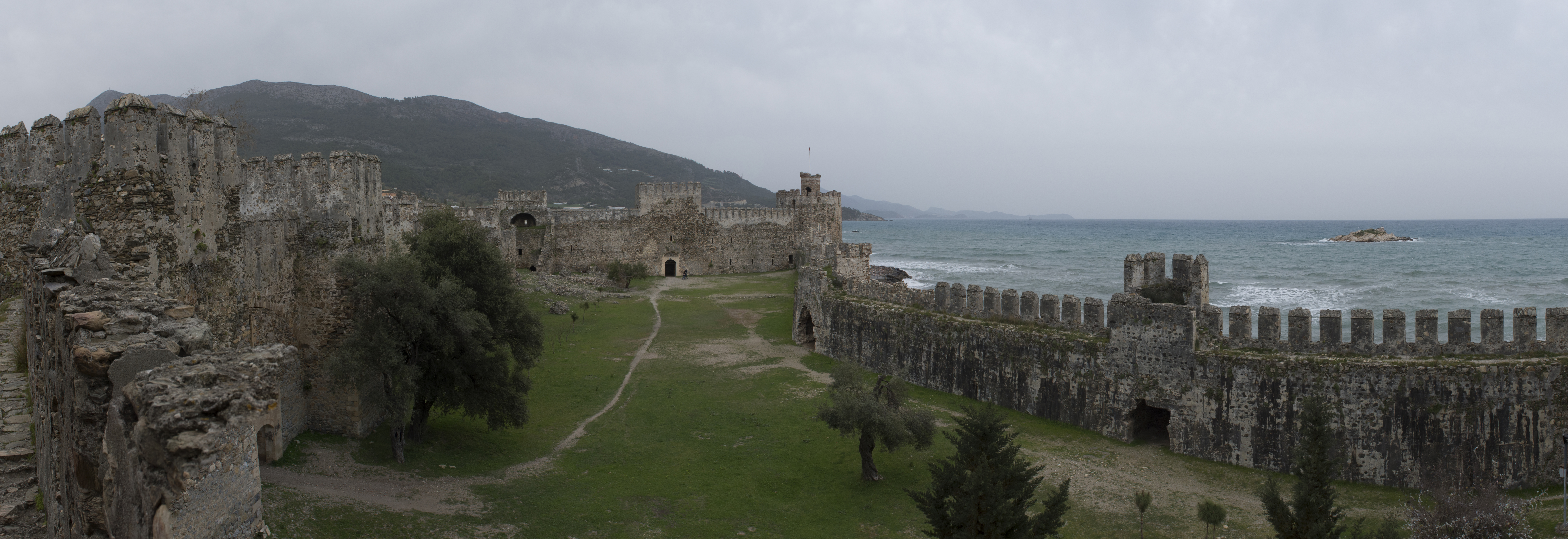
قلعه آنامور حیاط داخلی